# František Jura (1905)
František Robert Jura (2. května 1905 Zastávka – 24. listopadu 1990 Brno) byl moravský učitel, spisovatel a sběratel lidových pověstí.

## Životopis
Narodil se v rodině Richarda Jury (1877) topiče na šachtě a Tekly roz. Květové (1878). Měl bratra Richarda Františka.
František Jura vystudoval učitelský ústav v Brně. Do okupace Těšínska působil jako odborný učitel na měšťanské škole ve Fryštátě. Ve Fryštátě se aktivně podílel na organizačních pracích tehdejších učitelských organizací. Za druhé světové války učil v okolí Brna. Kromě toho redigoval se svým bratrem Richardem časopis Českým dětem, později přejmenovaným na Slezským dětem. Publikoval zde převážně vlastivědné články a drobné medailonky o slezských buditelích pod pseudonymem Vítek Halfar. Časopis byl vydáván tehdejším krajinským spolkem českých učitelů okresů Těšín, Fryštát a Frýdek.
Bratři Jurové získali pro spolupráci řadu autorů z Opavska a z Ostravska. K přispěvatelům patřili např. Jaroslav Šulc, Emil Dvořák, Josef Tesařík a Zdeněk Bár. V pozdějších letech žil František Jura ve Velkém Meziříčí. Drobné příspěvky uveřejňoval v Moravsko-Slezském deníku, v Černé zemi, v Kalendáři Slezské matice a v různých dětských časopisech. Později pak v Učitelských novinách, ve Svobodném slově a ve Zpravodaji JKP ve Velkém Meziříčí.
Spolupracoval s Čsl. rozhlasem v Ostravě a v Brně. Přitahovaly ho historické pověsti slezské, slovenské a zbojnické. V letech 1940–1948 byl členem Moravského kola spisovatelů.

## Dílo
- Na sklonku léta: báseň – in: Slezským dětem, r. II, č. 1, s. 5, 1930
- Pohorská vesnice: hra o 5 jednáních – Božena Němcová; dramaticky upravil podle známého románu. Praha: Alois Neubert, 1932
- O původu názvu Slezska – in: Slezským dětem, r. IV, č. 6, s. 1–2, 1932/1933
- Kostelec – in: Slezským dětem, r. IV, č. 10, s. 1–2, 1932/1933
- Slezské rebelie – ilustroval Pavel Černý. Praha: Josef Hokr, 1934?
- Staré pověsti slezské – spolu s bratrem Richardem; ilustroval O. Cihelka. Praha: Vojtěch Šeba, 1934
- Ochotnické divadlo ve Slezsku (předneseno v rozhlase dne 1. dubna 1934). In Černá země: časopis lidově výchovný. 1934–1935, roč. 11, č. 9–10 (1. 5. 1935). S. 145–164[4]
- Slezské rebelie – in: Moravský kalendář. Ostrava. (1935), s. 112–130
- Janošík – ilustroval Pavel Černý. Praha: Josef Hokr, 1935
- Pověsti slovenských hradů a zámků – Praha: Josef Hokr, 1937–1938
- Zbojník Ondráš – s ilustracemi P. Černého. Praha: Josef Hokr, 1937
- Pověsti slovenských hradů a zámků – spolu s bratrem; perokresby hradů a dějové výjevy od Josefa Kočího. Praha: Josef Hokr, 1939
- Staré pověsti slezské – ilustroval O. Cihelka a J. Hora. Plzeň: Karel Veselý, 1993